# Golyósport

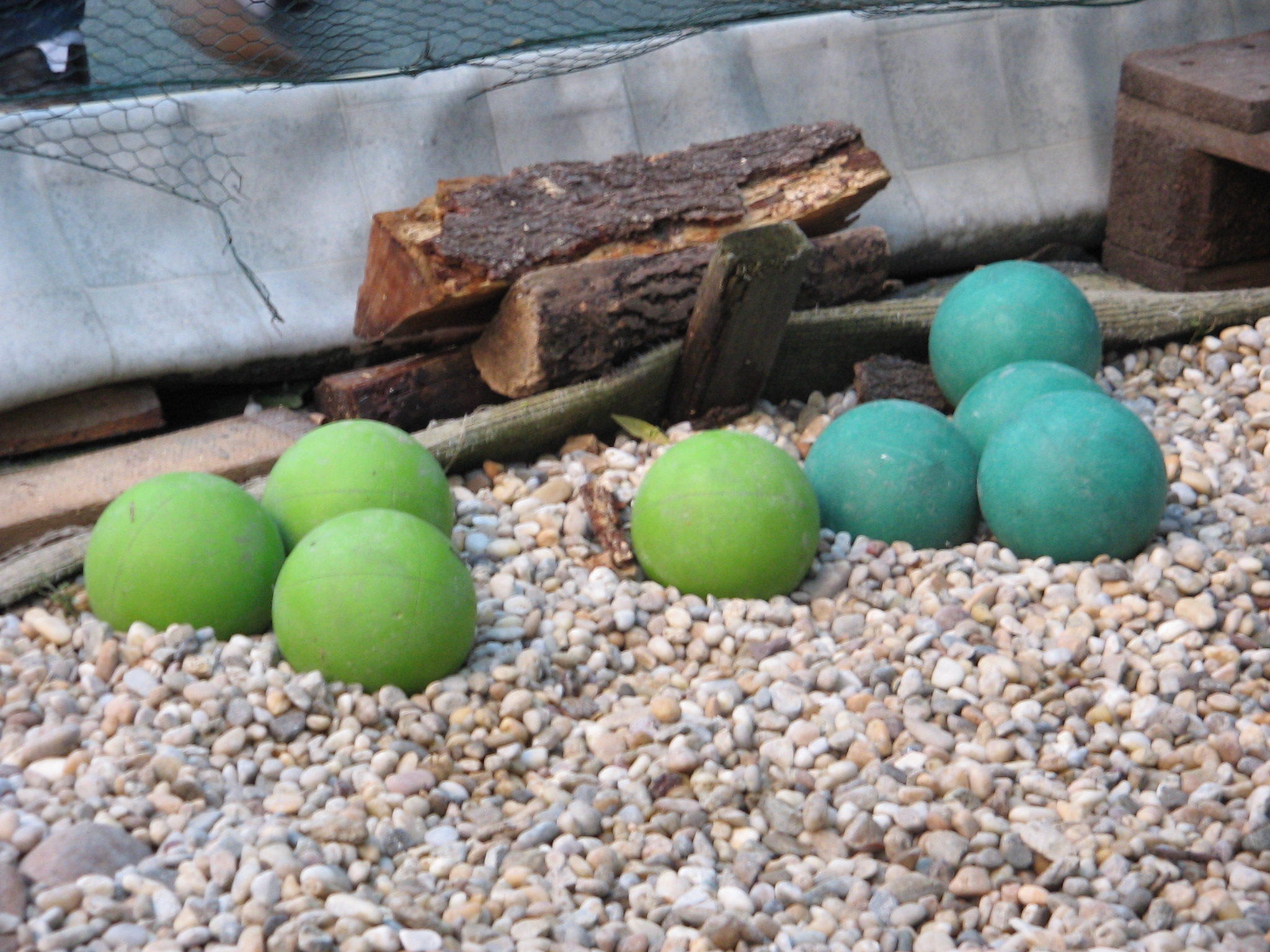
Bocsagolyók

A golyósportok golyókkal végzett sporttevékenységek, melyek elnevezése olaszul – bocce (a boccia többes számban), németül – Boccia, franciául – boules, angolul – bowl. A sportban létező négy szakág: a bocsa vagy raffa, a pétanque, a volo vagy lyonnaise és a lawn bowl, bouls, illetve Ausztráliából hazatért magyarok szerint „gyepteke”.
A bocsa egy hagyományos rekreációs sportág, az izomkontroll és a pontosság játéka, nagy fokú koncentrációt igényel. Gyökerei ókori időkre nyúlnak vissza. Semmiképpen sem keverendő össze a paralimpiákról ismert, végtaghiányos vagy központi idegrendszeri sérültek sportjával.

## Története
A játék gyökerei olasz eredetűek, de más sportoktól eltérően sehol nem sikerült rábukkanni a játék születésének helyére, sem időpontjára. Az egyiptomi sírok feltárásánál találtak a játék ősére utaló tárgyakat, falvéseteket. A golyók eredetileg kőből készültek. A latinok kemény fából faragták ki őket, de játszották Afrikából hozott kókuszdióval is. Játszották Nagy Sándor katonái és a római katonák is, akik Gallia meghódításával Franciaországban olyannyira meghonosították, hogy a másik szakág, a pétanque őshazájának tekintik.
A középkorban piactereken és utcákon játszották, de meghódította a kolostorokat és várakat is. Prominens egyházi személyiségek, várurak sőt még hölgyek is játszották. Franciaországban IV. (Szép) Károly betiltatta, így ott az 1300-as évektől öt évszázadon át tiltott tevékenységnek minősült. Angliában II. Richárd 1388-ban, majd VIII. Henrik angol király 1511-ben mint hazárdjátékot ugyancsak üldöztette, de büntették pl. Velencében is. Kedvelte azonban a játékot I. Erzsébet angol királynő és Sir Francis Drake is.
A leghíresebb játszma 1588-ban zajlott Drake és Lord Howard között, Plymouthban. Várták, hogy megérkezzen a Spanyol armada. Drake admirális állítólag azt mondta: „Van még idő lejátszani a játszmát és megverni a spanyolt”. Majd befejezte a játszmát mielőtt kihajózott a csatornára, hogy legyőzze az ellenséget.
Míg a bocsa Angliában a nemesség kiváltsága volt – I. Károly is nagy játékos volt, ő vezettette be a fogadásokat –, addig Franciaországban a szegények játékává lett. Lyonban egy 1824-es rendőrségi rendelet kimondta, hogy területet kell kijelölni a bocsázók számára, ahol nem lehet őket háborgatni.
1897. november 14-én Rivoliban 15 piemonti egyesület képviselői elhatározták, hogy létrehozzák a Piemonti Bocsa Uniót Huszonkét évvel később (1919) Torinóban megalakult az Olasz Bocsa Unió. A játék a különböző országokban különféleképpen alakult.
Svájcban, 1946. április 14-én alakult a Nemzetközi Lyonnaise/Volo Szövetség, Belgiumban pedig 1958. március 8-án hét országgal (Belgium, Franciaország, Marokkó, Monaco, Olaszország, Spanyolország, Tunézia) a Nemzetközi Pétanque Szövetség és 1982-ben C.B.I.). A három golyósportos szövetség létrehozta 1985. december 21-én a Confédération Mondiale Sport Boules / C.M.S.B.). A CMSB első sikere a svájci Lausanne-ban, hogy 1986. október 15-én a C.I.O. ( elismerte a Nemzetközi Golyósport Szövetséget, valamint mindhárom szövetség tagja az AGFIS-nak. 2012 februárjában a CMSB ülésén szóba került egy új golyósportokkal foglalkozó szövetségeket tömörítő szervezet, a CESB (European Confederation of Sport of Bowls) létrehozása annak érdekében, hogy az IOC (Internationa Olympic Commitee) felvegye az olimpiai sportágak közé a golyósportokat.
2015. november 14-én az olaszországi Saluzzóban elfogadták a CESB alaptörvényét, a szervezet elnökének Mutlu Türkment javasolták. (Az alakuló ülésen jelent volt Szrapkó István mint az EBA alelnöke, az MGSSz részéről Szrapkó Boglár elnökségi tag).
Hírességek és hétköznapi emberek kedvelt időtöltésévé vált. Az említetteken kívül Niccolò Paganini, André-Marie Ampère, Giuseppe Garibaldi, Maria Soldati, Sandro Pertini köztársasági elnök, II. János Pál pápa, Konrad Adenauer. Még Walt Disney rajzfilmfigurái is ismerik. A festőket is megihlette a játék, például Francisco Goya (1815) vagy Pablo Picasso (1910). A világon szétszóródott olaszok vitték magukkal a hírét és szinte mindenhol találhatunk bocsapályákat kiskocsmák, poharazók oldalában, szállodák teniszpályái mellett, tengerpartokon. Helyi bajnokságok mellett nemzetközi versenyeket, egyéni és csapat Európa- és világbajnokságot rendeznek. Várható, hogy felvegyék az olimpiai sportágak közé. A bocce – A Sport for Everyone című, az USA-ban kiadott könyv statisztikája szerint a második legnépszerűbb a világon.

### Bocsa

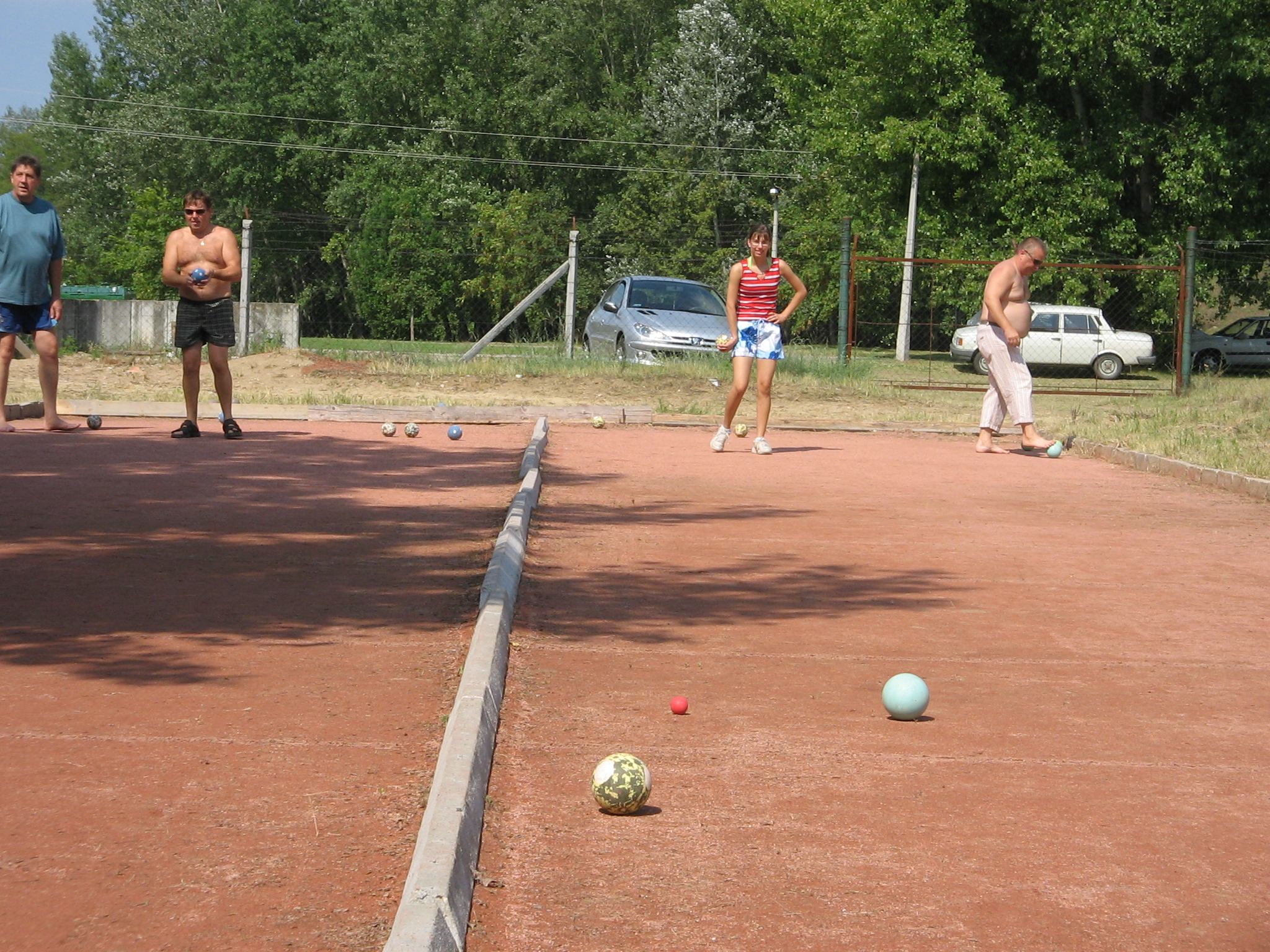
Salakpálya

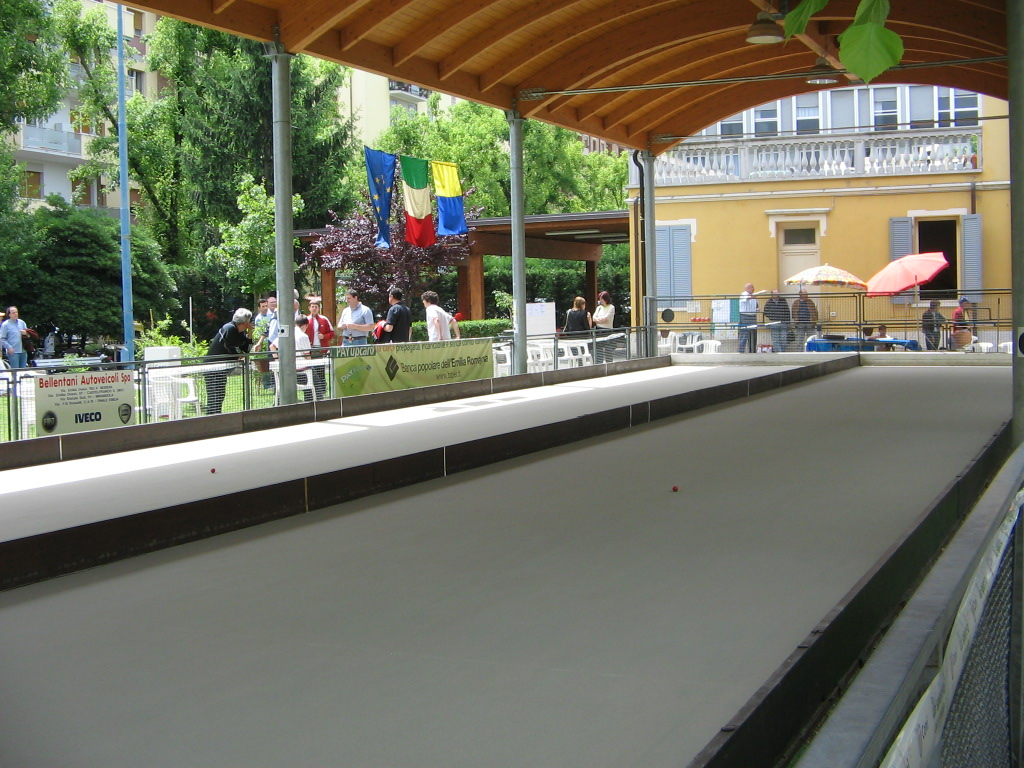
Műanyagborítású pálya

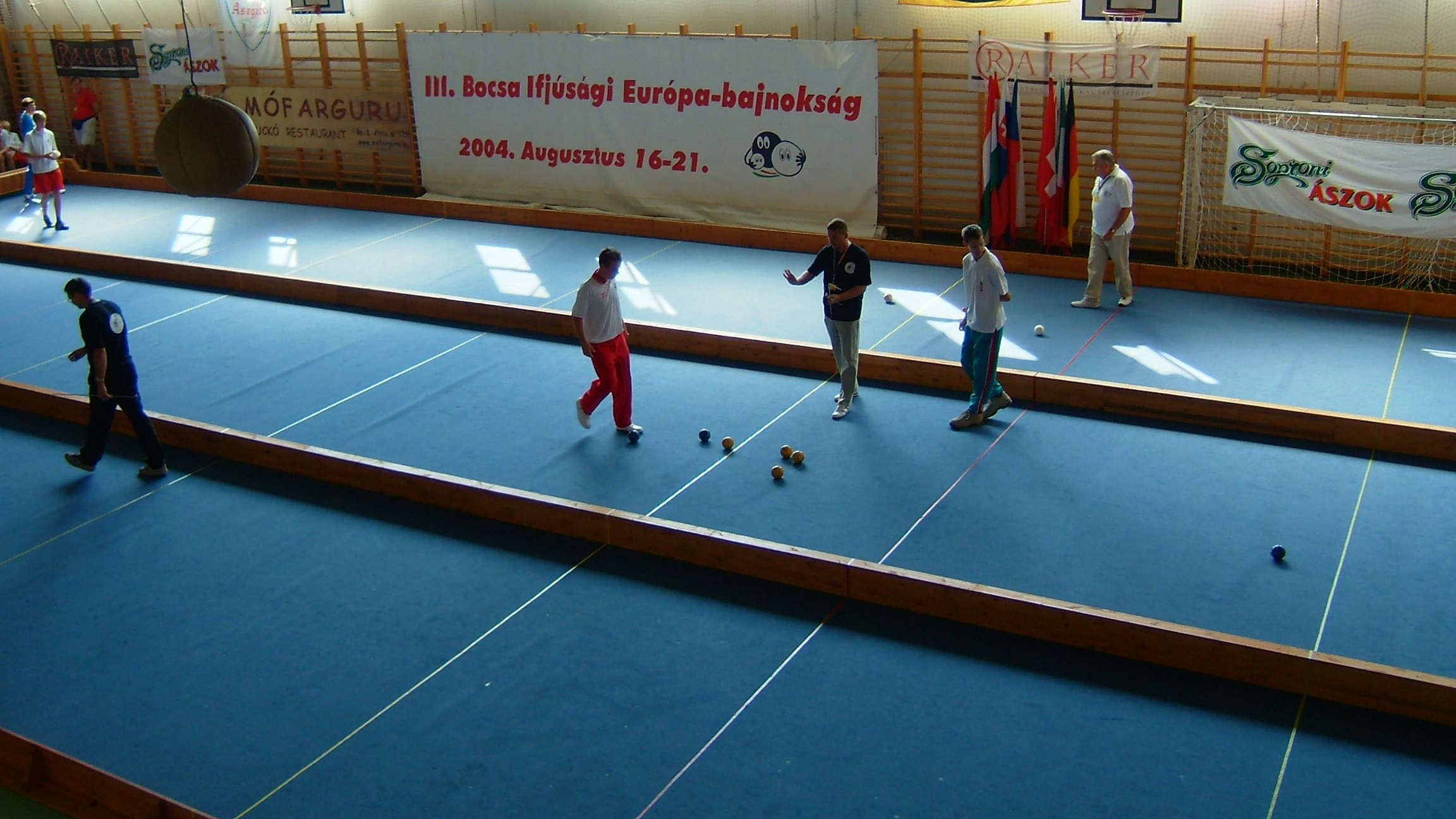
Betonszőnyegpálya

A Sportlexikon. Főszerk. Nádori László. Budapest: Sport.  még azzal zárja a sportág leírását, hogy ezt a játékot Magyarországon nem játsszák. Magyar játékosok első ízben a varsói Európa-bajnokságon vettek részt nemzetközi versenyen, 1990-ben. Hamarosan több salakos pálya létesült Budapesten és a hazai érdeklődő számára Antonio Riva korábbi világbajnok tartott bemutatóedzéseket.

1992-ben a Magyar Bocsa Szövetség Európa-bajnokságot rendezhetett, ideiglenes, épített pályán az Olimpiai Csarnokban. A VI. Férfi Csapat Eb érdekessége, hogy Demszky Gábor volt az esemény fővédnöke és Hajdú B. István debütálásának helyszíne.
Néhány lelkes sportbarát kezdeményezésére pálya létesült Újkígyóson és a paksi strandon. (Az újkígyósi már nem működik, de Pakson újra felépítették a két salakos pályát. Más biztató kezdeményezések is voltak (pl. Alpok-Adria nemzetközi torna), ám ezek nem teremtettek hagyományt. A Magyar Golyósportok Szövetsége 1996-ban alakult. A Magyar Bocsa Szövetség és a Magyar Petanque Szövetség hozta létre törvényi kötelezettségének megfelelően. A harmadik szakág a lyonaisse 2006-ban csatlakozott a MGSSZ-hez. 2009-ben került bejegyzésre a negyedik szakág, a Magyar Gyepteke Szövetség (lawnbowl, bowls, MAGYESZ) – 2011 évben a MAPESZ új elnöksége kilépett az MGSSZ-ből.
A 2012. év a törvényi változásokról szólt, ezeknek eleget téve megszűnt a Magyar Bocsa Szövetség, a Magyar Lyonnaise Szövetség, a Magyar Gyepteke Szövetség. A szövetségi feladatokat a szakágak munkájában a Magyar Golyósportok Szövetsége látja el, a társelnökök személye nem változott.

#### Események, eredmények
Az ászgárdosok első találkozása a sportággal egy szabadidős sportfesztiválon történt. Majd részt vettek egy budapesti egyéni férfi versenyen. 1997-ben Lóth Ágnes meghívást kapott az akkori férfi „válogatott” notarescói (Olaszország) edzőtáborozására és még ugyanebben az évben nevezték az egyéni világbajnokságra (Cattolica), ahol a 9-32. helyen végzett.

1998-ban Varsóban Lóth Ágnes vett részt meghívásos nemzetközi tornán, ahol párosban az olaszok mögött második helyezést ért el. 1999-ben pedig szintén az ő révén az Észak-ciprusi Török Köztársaság első nemzetközi tornájára kaptak meghívást, ahol egyéniben 2. helyezést, férfi párosunk (Varga Szabolcs-Szrapkó István) pedig 3. helyezést ért el.
Az első Női Európa-bajnokságon, (1998) Augsburgban Fódi Katalain, Lóth Ágnes, Dan Erika, Steiner Beatrix csapat három mérkőzést nyerve a 9. helyen végzett. 2000-ben, Predazzóban az újabb játékosokkal kibővült női csapat (Dan Erika, Fódi Katalin, Könnyű Csilla, Fontana Vera) már dobogós lett, a 3. helyet szerezték meg. Még ugyanabban az évben Teramóban a II. Klubcsapatok Világkupáján lehetősége nyílt a fiatal férfi csapatnak (Varga Szabolcs, Szrapkó István, Dobos Gergely, Pétery Viktor) is a bemutatkozásra.
1999 nyara óta az Ászgárd Sport Klub bocsa szakosztályában az ifjúsági illetve gyermek korosztállyal is foglalkoznak. Rendeznek az egyéni mellett páros és csapatversenyeket, valamint családi bajnokságot. Rendszeresek az általános iskolákban tartott bemutatóik az iskolanapok kiegészítő rendezvényeiként.
2012. augusztus 1. napjától megnyílt Közép-Kelet Európa első fedett kétsávos bocsapályája: Budapest VII. kerület, Városligeti fasor 35/A  udvarában. A pályát Bruno Casarini az EBA elnöke avatta fél. Az avató ceremónián részt vett Germana Cantarini többszörös világ- és Európa-bajnoknő, és az EBA-tól Dino Amado.
2015. augusztus 20-án ünnepelte a Magyar Golyósportok Szövetsége a 25 éves születésnapját. Az ünnepségen jelen voltak a 2004. évi ifjúsági EB akkori résztvevői, az EBA elnöke, Claudio Bizzari a FIB Junior project vezetője és számos belföldi és külföldi prominens személy.

#### Ifjúsági, női és férfi versenyek
- 2000-ben rendezték az első ifjúsági csapat Eb-t Augsburgban, versenyzők: Orbán Ida és Fódi András. Ezt követően a vezetők svájci, osztrák, török tornákra vitték a fiatalokat tapasztalatszerzés céljából. 2002-ben lettek eredményesek Collecchióban a második Ifjúsági Eb-n (Szrapkó Gabriella, Vadai Bence, Oliser Krisztina) már az 5. helyet szerezték meg. Ugyanebben az évben sportoktatói képesítést szerzett bocsa sportágban Szrapkó István és Lóth Ágnes. 2002. október 15-én tisztújítás zajlott le a Magyar Bocsa Szövetségben, Farkas Ferencet az új elnök, Szrapkó István váltotta.
- 2003 – Chiasso férfi Csapat Világbajnokság
- 2004-ben az új vezetés elvállalta a III. Ifjúsági csapat és I. egyéni Eb megrendezését Budapesten. Rendező jogán két csapatot is indíthatott Magyarország.

Csapat eredmény: III. hely az "A" csapat (Szrapkó Gabriella, Oliser Krisztina, Vadai Bence) és V. hely a "B" csapat (Danielle Scurani, Rétlaki Gábor, Szrapkó Boglár).
Egyéni eredmény: Oliser Krisztina II. helyezés.
- 2004 – Cecina férfi csapat és egyéni Európa-bajnokság
- 2005. Detroit férfi, női U23 egyéni világbajnokság (Mellári István, Lóth Ágnes, Vadai Bence, Technikai vezető: Szrapkó Gabriella, Csapat vezető: Dr. Sárdyné Izbéki Petronella
- 2006-ban Offingen adott otthont a negyedik ifjúsági csapat és egyéni Eb-nek, ahol Szrapkó Gabriella, Szrapkó Boglár, Vadai Bence voltak a versenyzők. Csapat eredmény: IV. hely, Egyéni eredmény: Szrapkó Gabriella VIII. hely.
- 2006. Stuttgart férfi csapat Európa-bajnokság,
- 2007. Monza női csapat Európa-bajnokság
- 2007. San Marino férfi, női, U18 egyéni Európa-bajnokság
- 2008-ban Pescara az ötödik ifjúsági csapat és egyéni Eb helyszíne, versenyzők: Szrapkó Boglár, Cséffán Tamás. Csapat eredmény: VI. hely, Egyéni eredmény: Szrapkó Boglár VI. hely.
- 2009. március 30. – április 5. BEVAGNA női csapat vb. Versenyzők: Dan Erika, Lóth Ágnes, Oliser Krisztina, Szrapkó Boglár, csapatvezető: Mészáros Krisztián.
- 2009. október 13-19. Kazan – Ankara – Törökország, férfi csapat Eb. Versenyzők: Haffner Krisztián, Kecskés Péter, Robáczki Ferenc, csapatvezető: Szrapkó István
- 2010. szeptember 27. – október 3. RÓMA egyéni vb. női, férfi, U21. Versenyzők: Kecskés Péter (14. hely), Dan Erika (15. hely), Szrapkó Boglár (8. hely), Edző: Robáczki Ferenc Csapatvezető: Szrapkó István.
- 2010. október 14 – 18. VOGHERA Olaszország, hatodik ifjúsági csapat és egyéni EB. Versenyzők: Herczeg Attila, Szrapkó Boglár, Molnár Annabella (csapat 6. helyezés, (egyéni versenyző Szrapkó Boglár 8. helyezés) Csapatvezető: Szrapkó István, először kért az európai szövetség pályabírót hazánktól: Robáczki Ferenc
- 2011. április 23 – május 2. – Ankara – Törökország – WCG – the first World Children’s Games elnevezésű sporteseményen, amelyen 90 országból 3000 gyerek sportolt együtt. Versenyzőink: Demcsák Balázs, Fabó Gergő, Nagy Gábor, Vlasits Marcell, Puklér Gergely, Lontai Marcell, Fáy Luca, Kecskés Bettina, Csapatvezetők: Kecskés Péter, Fáy Dániel.
- 2011. július 2-9. Kazan – Ankara – Törökország, női csapat és egyéni Eb, valamint először U23. Versenyzők: Dan Erika, Lóth Ágnes, Schoffhauzer Éva, Szrapkó Boglár, Molnár Annabella, Csapatvezető: Szrapkó István.

csapat eredmény: V. helyezés, női egyéni eredmény: Dan Erika VIII. helyezés, U23 kategóriában: Szrapkó Boglár V. helyezés
- 2011.10.09-16. Férfi Klub Csapat Világbajnokság nemzetközi csapat Brazília (sajnos anyagi fedezet hiánya miatt nem tudott csapat utazni a rendezvényre)
- 2012. szeptember 26-30. San Marino ifjúsági – U18 – egyéni és csapat Eb. Versenyzőink: Nagy Gábor, Fáy Csenge, Fáy Luca (első csapat) Vlasits Marcell, Fabó Márkó, Cziráky Tünde (második csapat) Edzők: Nagy Gábor, Fabó Sándor, delegáció vezető: Fáy Benedek. Második alkalommal kért az európai szövetség pályabírót hazánktól: Kecskés Péter Első csapat eredmény: IX. helyezés, második csapat eredmény: XI. helyezés, Egyéni eredmények: Nagy Gábor 8. hely, Fabó Márkó 11. hely
- 2012. október 25-28. Rimini – Olaszország – U23 egyéni férfi Eb. Versenyző: Fáy Benedek Eredmény: V. hely, és Fabó Gergő. Eredmény: IX. hely. Csapatvezetők: Fáy Dániel és Fabó Sándor.
- 2012. november 9-17. Puerto Iguazu Argentína férfi csapat vb. (sajnos anyagi fedezett hiánya miatt nem tudott csapat utazni a rendezvényre)
- 2013. július 25. – augusztus 4. Cali – Kolumbia – Világjátékok (a CBI szerencsétlen és érthetetlen döntése alapján a 2009. évi Bevagnai eredményeket vették a kvalifikáció alapjának, így a magyar válogatott esélyt sem kapott a részvételre. Aztán egyszer csak arról értesültünk, hogy északi szomszédaink – szlovákok – mégis ott lehetnek e rendezvényen. Hivatalos tájékoztató a szövetséghez a fenti ügyben nem érkezett.)
- 2013. szeptember 18-23. Crema – Olaszország – női csapat-egyéni-U23 egyéni női Eb. Versenyzők: Fáyné T. Judit, Fáy Csenge, Lóth Ágnes, Szrapkó Boglár, csapatvezető: Mészáros Krisztián, Eredmény: Szrapkó Boglár U23: III. hely, Lóth Ágnes egyéni: XI. hely, Csapat VI. hely
- 2013.10.20-26. Carlos Barbosa – Brazília – Női Csapat Világbajnokság (HIVATALOS INFORMÁCIÓ a rendezvényt törölték a versenynaptárból 2013. augusztusban)
- 2014. 09.10-14. Zürich – Svájc U18 egyéni és csapat Versenyzők: Bencze Bernadett, Fáy Luca, Vlasits Marcell, edző: Szrapkó Boglár, csapatvezető: Fóti Gábor, Eredmény: Csapat: V. hely, Bencze Bernadett U18: VI. hely
- 2014.10.17-27. Kaihua – Kína – Női Csapat Világbajnokság. Versenyzők: Fáyné T. Judit, Fáy Csenge, Lóth Ágnes, Szrapkó Boglár. Csapatvezetők: Fáy Dániel, Szrapkó István (A csapat lelkesen készült, azonban anyagi fedezet hiánya miatt nem tudott kiutazni a rendezvényre.)
- 2015.04.19-26. Róma – Olaszország – Egyéni Férfi, Női és U23 Csapat Világbajnokság. Versenyzők: Fóti Gábor, Lóth Ágnes, Vlasits Marcell. Csapatvezetők: Szrapkó István. dr. Reksán Melinda Vivien. Eredmény: Fóti Gábor X. hely, Vlasits Marcell XIV. hely, Lóth Ágnes XX. hely.
- 2016. 07.01. Törökország – Antalya – férfi csapat és U23 egyéni EB. Sajnos a terrorizmus és a fokozott nemzetközi helyzet alakulása miatt az Európai Szövetség döntése értelmében elhalasztották az eseményt 2017 évre.
- 2016. 09.24 -30. Olaszország- CREMA – Ifjúsági csapat és U18 egyéni verseny.
- 2022.11.01-05. Törökország/Mersin – Felnőtt (raffa és volo közös) Világbajnokság. Versenyzők: Dobos Gergely, Fóti Gábor, Fodor Csaba, Fontana Vera, Kása Ádám, Kiss Mátyás, Szrapkó Boglár. Eredmény/raffa: férfi páros III. hely (Fóti-Dobos); női páros IX. hely (Fontana-Szrapkó); női egyéni XIII. hely (Fontana); férfi egyéni XIII. hely (Dobos); mix páros IX. hely (Fóti-Szrapkó); női precízió V. hely (Fontana); férfi precízió XIII. hely (Fóti)

#### Pálya, eszközök, szabályok
A játék lényege emlékeztet más ősi népi játékokra, pl. a snúrra. Az ellenfelek igyekeznek a bocsát (nagy golyót) minél közelebb juttatni a pallinóhoz (kis golyó). Ez legtöbbször gurítással történik.

Játszhatja egy-egy játékos egymás ellen, vagy párosok illetve háromfős csapatok, a mérkőzéseket rendszerint választott vagy kijelölt játékvezető vezeti a lenti ábra szerinti, igen egyenes, kemény burkolatú pályán.

#### A játék menete

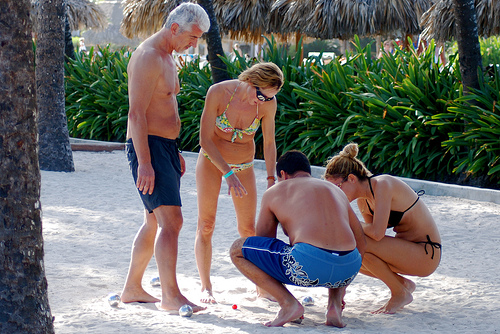
Vitás pillanatok

A játékvezető közreműködésével sorsolással eldöntik, melyik fél és a pályán mely irányból kezdi a játékot. Ezután elhelyezik a pallinót/célgolyót a fenti ábrán jelölt kezdőpontra, majd a kezdő játékos az alapvonal (A) mögül igyekszik bocsáját minél közelebb gurítani (punto) a pallinóhoz, a célgolyóhoz. Amennyiben a gurítás nem érvénytelen (pl. nem ér palánkot) az ellenfél következik, próbálja a pallinót jobban megközelíteni bocsájával, mint az ellenfél. Mindaddig próbálkozhat, míg közelebb gurít, mint ellenfele, illetve ennek hiányában amíg el nem fogynak a bocsái. Majd ismét a kezdő játékos következik. Ha elfogytak bocsáik a játékosoknak a játékvezető megállapítja melyik bocsa van a pallinóhoz a legközelebb illetve a jobb pozíciót gurított versenyzőnek hány bocsája van közelebb, mint az ellenfél legközelebbi bocsája. Amennyit számolnak, annyi pontot ír. A játék 12 vagy 15 pontig folytatódik.

Abban az esetben ha a játékos úgy gondolja, hogy túl nagy feladat lenne az ellenfelénél jobbat gurítania, akkor megpróbálhatja kidobni annak bocsáját. Ezt azonban csak úgy teheti, ha előre bejelenti melyik golyót akarja eltalálni. Ennek két módja lehetséges – kétféle dobással.
Az egyik a raffa dobás. Ez akkor lehetséges, ha:
- a célgolyó túl van a szemben lévő 'C' vonalon vagy
- a bárhol elhelyezkedő pallinóhoz közelebb van mint 13 cm.

A dobást nekifutásból célszerű végezni az 'A' alapvonalig előrefutva. A bocsa először csak a 'C' vonal mögött eshet le és elsőként mindenképpen a célgolyóval kell ütköznie.

Az eredményes dobást követően a golyók állásától függően folytatják a játékot.

A másik dobásforma a repülő dobás, azaz volo.

Ezzel a dobással a pálya bármely részén álló golyóra lehet dobni mégpedig úgy, hogy a játékos a 'B' vonalig előrefuthat, dobott golyója azonban csak a célgolyó 40 cm-es körzetén belül eshet le először vagy éppen a célgolyóra rá.

Érvénytelen a dobás, ha a fenti feltételeknek nem felel meg. Ez esetben a dobott golyót kiveszik a játékból, a dobás előtti állást pedig visszaállítják. Ha a kialakult eredmény a másik fél számára kedvezőbb lenne, ő élhet az előnyszabállyal és elfogadhatja a rossz dobást követően kialakult állást.

A következő golyómenetet a pallinó kigurításával az a fél kezdi, aki előzőleg a pontot írta. A pallinónak legalább a félpályán túl kell haladnia, de a túlsó alapvonal előtt kell megállnia és nem érintheti a palánkot. Ha érvénytelen a kigurítás, az ellenfél is megkísérelheti, ha netán az is érvénytelen, akkor a játékvezető a kezdőpontra helyezi. A játék az előzőleg pontot elért fél gurításával folytatódik. Győztes az, aki előbb éri el a 12 vagy 15 pontot.

Egyéni játék esetén 4-4 bocsával játszanak, párosban és trióban játékosonként 2-2 golyóval, azaz összesen 4-4 illetve 6-6 golyóval.

#### A pálya
Talaja szilárd, lehetőleg minél egyenesebb és egyenletesebb. Lehet döngölt föld, salak, beton, szintetikus vagy szőnyeg borítású. Két hosszanti oldalán 25 cm magas fa vagy beton palánk, rövidebb oldalain kismértékű elmozdulásra (lengésre) képes, gumiborítású fa gerenda határolja.
- Budapest – Golyósport Edzőközpont 2 db fedett betonalapú szőnyegborítás, Paks 2 db salakos, Felsőtárkány 1 db salakos, Öcsény 1 db salakos, Lókút 2 db kőporos, Balatonberény 1 db salakos, Darvastó 1 db salakos, Magyarszedahely 1 db döngölt föld, Terény 3 db salakos, Mozsgó 1 db salakos, Szorospatak 4 db salakos.

#### A golyók
A bocsa kb. 920 g súlyú, kb. 107 mm átmérőjű, színes műanyag vagy csont golyó, a pallinó 80 g súlyú, 4 cm átmérőjű műanyag golyó. (A bocsa mérete változik ifjúsági és felnőtt sportolók esetén). Csapatversenyeken egy csapatmérkőzés egy trió, egy egyéni és egy páros játékból áll. Rendszerint a trióval kezdenek, ezt követően egy időben játsszák az egyéni és páros mérkőzést két egymás melletti pályán. Így egy csapatmérkőzés eredménye 3-0, illetve 2-1 lehet.
A 2010. évben eljutott Magyarországra a „világító”, éjszaka is használható változat.

### A pétanque

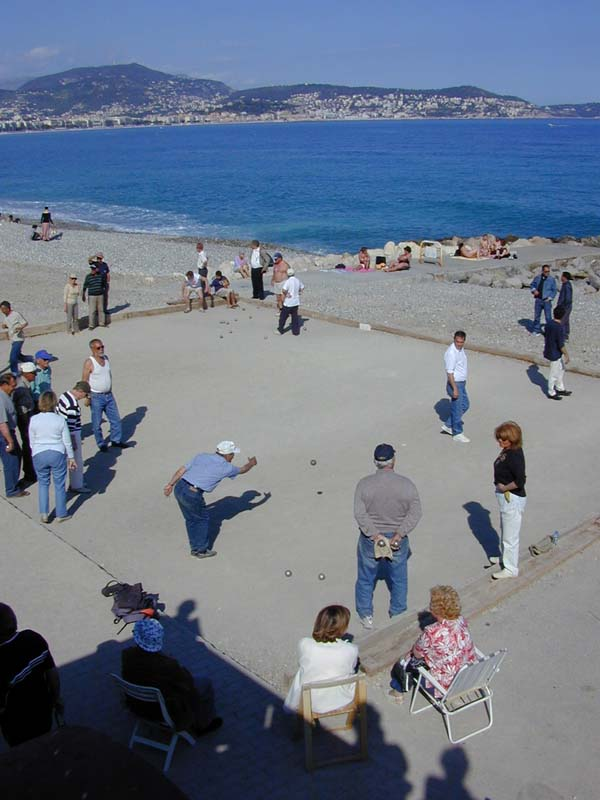
Minden egyenes terep alkalmas a játékra

### A lyonnaise / volo

#### A hazai történet
Nagyon friss sportág Magyarországon. 2006. október 22-én alakult meg a szövetség pár lelkes sportegyesület kezdeményezésére. Alapítók között kell megemlíteni Szrapkó István, Kecskés Péter, Kerekes Balázs, Lehoczky Zoltán, Lóth Ágnes, Csőgör Marcell nevét. Első próbálkozásként az ifjúsággal kezdtek foglalkozni a petanque-t és a bocsát ötvöző sportággal. A jó kondi, a precizitás elengedhetetlen feltétele ennek a sportnak is. A játék 11 vagy 13 pontig tart, illetve meghatározott idő áll rendelkezésre.

#### A játékról
Egy-egy játékos egymás ellen 4-4 golyóval, páros játék esetén (kettő-kettő ellen) 3-3 golyóval, három-három játékos esetén 2-2 golyóval, négy-négy játékos esetén 2-2 golyóval.
Célgolyó a petit vagy jack anyaga fém műanyag, átmérője: 30–35 mm, színe: élénk, egyszínű.
Volo golyók anyaga: gumidarabkákkal töltött fém, átmérője: 90–110 mm, tömege: 900-1200 g A golyók megkülönböztetése rovátkákkal, bemetszésekkel, szám- és betűjelzéssel történik.

#### A játék menete
- I. PROGRESSZÍV esetén:Lényege, minél több dobást végrehajtani, pontos találatokkal. A játék két irányban folyamatosan folyik. Rendkívül látványos játék.

1. Progresszív dobás férfiaknál és U18-nak egyéni verseny esetén: 5 perc áll rendelkezésre, hogy a 13,5 m-re elhelyezett golyót kidobja a sportoló, majd dobás után tovább fut a dobás irányába, a pálya másik végén felveszi a dobásra kikészített golyót, majd a pálya átellenes oldalán ismét a kihelyezett golyóra céloz. 6 hely áll rendelkezésre, a legtávolabbi célgolyó 17 m-re van a dobóvonaltól.Még 5 pozíció van kihelyezve amire dobnia kell, amelyek 80–80 cm távolságra vannak egymástól. Fontos a csapattársai segítsége, akik minden sikeres dobás után eggyel arrébb helyezik a célgolyót és kikészítik számára a dobnivaló golyót.
2. Progresszív nőknek és U14-nek egyéni verseny esetén: 5 perc áll rendelkezésre, nőknek 12,5 m, az U14-nek 11,5 m-re elhelyezett golyó kidobása. Mind a két esetben három hely áll rendelkezésre a célgolyók kihelyezésére és ezek is 80–80 cm-re vannak egymástól.
3. Progresszív férfiaknak és U18-nak páros verseny esetén: 5 perc áll rendelkezésre, hogy vagy az egyik irányban a 2. és a 4. pozícióba helyezett golyóra dobjon, vagy a másik irányból az 1. és a 3. pozícióba helyezett golyóra dobjanak.
4. Progresszív nőknek és U14-nek páros verseny esetén: ugyanígy, egyik irányban vagy a 2,4 pozíció, visszafelé vagy az 1,3.

4. Minden játéknál biztosítani kell pályánként két játékvezetőt, akik ráutaló magatartással kijelölik a célgolyó helyét és elbírálják a dobás szabályos és pontos végrehajtását.
- II. PRECÍZIÓS esetén: Csak egy irányba folyik a játék

1. Precíziós férfiaknak és U18-nak 12,5 métertől különböző alakzatokban kihelyezett golyóállásokra kell célzott dobásokat elvégezni, amelyek bizonyos pontszámokat érnek. A célgolyók játék területe 18 méterig tart. Összesen 37+1 bonus pontot lehet dobni
2. Precíziós nőknek és U14-nek a játékterület 16 m-ig tart, de a szabályok a fentivel azonosak.

- III. KOMBINÁLT esetén: Csak egy irányba folyik a játék

A játékot 8 menetben játsszák (döntetlen esetén +2 játékkal) mindkét irányban. Sorsolás után a győztes választhat, hogy gurít v. dob és ő guríthatja-e ki a pallinó/jack-et azaz a célgolyót.
A játékban 4-4 golyóval játszanak és az egyik fél csak gurít, míg a másik csak dob, a következő menetben ezt felcserélik. A kigurított pallino/jack/célgolyó köré kell rajzolni egy erre a célra készült 70 cm-es kört és az egyik játékos akkor kap pontot, ha ide begurít, a másik pedig akkor, ha innen kidobja a begurított golyót. Plusz pontot lehet kapni a gurító játékosnak, amennyiben a golyója a pallinó/jack-hez képest 5 mm-en (!) belül van. Ugyancsak plusz pont jár, ha a dobó játékosnak a dobás után a dobott golyója a 70 cm-es körön belül marad, vagy ha a pallinó/jack-re céloz, s természetesen eltalálja.
A játékot az nyeri, aki több pontot szerzett. A játékidő 90 percben maximálva van.
Ennél a 3 játéknál a nemzetközi szövetség világcsúcsokat is nyilvántart.
- IV. A HAGYOMÁNYOS játék: 2 irányba folyik a játék maximum 11, 13 pontig vagy 90 percig. A pályát csak vonalak határolják. Egyéni 4-4, párosban 3-3, trióban pedig 2-2 golyót lehet használni.

#### Versenyek
- Ifjúsági*

2008. Zágráb adott helyszínt az ifjúsági lyonnaise csapatversenynek, melyen először vettek részt magyar sportolók U18 és U14 kategóriákban. Csapat U18: Haffner Krisztián, Balog Péter, Vadai Bence, U14: Cséfán Tamás, Sas Tibor, edző: Kecskés Péter, Csapatvezető: Sándor Péter
- női*

2009. március 30. – április 5. BEVAGNA női csapat vb. Versenyzők: Fáy Judit, Kecskés Bettina, Schofhauser Éva, csapatvezető: Kecskés Péter
2011.09.13-17. Rogaska Slatina- Szlovénia női csapat Eb (nem volt képviselőnk kint)
2015. október 10-15. Saluzzo – Olaszország – Campionato del Mondo Feminile. (sajnos nem volt versenyző kint).
- férfi*

2010. március 31. – április 3. El Menzah – Tunisz (nem volt képviselőnk kint)
2011.09.04-11. Feltre – Olaszország férfi egyéni és csapat vb (Versenyzők: Püspöki Attila, Kása Ádám, Kecskés Péter, Sándor Péter)
2012. szeptember 3-8. Pazin – Horvátország férfi Eb (nem volt képviselőnk kint)
2012. szeptember 18-22. Eybens – Franciaország ifi Eb (nem volt képviselőnk kint)
2012. október 15-19. Mersin – Törökország – női egyéni és csapat vb (nem volt képviselőnk kint)
2013. november 9-16. Bahia Blanca – Argentína – Lyonnaise Felnőtt Férfi vb (sajnos anyagi fedezet hiánya miatt nem tudott csapat utazni a rendezvényre)
2014. szeptember 30. – október 5. Koper – Szlovénia – Lyonnaise FFelnőtt Férfi eb Versenyzők: Kecskés Péter, Fodor Csaba, Kása Ádám, Barkovics Zoltán, Csk: Kiss Mátyás
2015. szeptember 3-8. Casablanca – Marokkó – Campionati del Mondo U18 e U23 (Vlasits Marcell, Kása Ádám, kísérők: Fodor Csaba, Miskolczi Dóra)
2015. szeptember 20-26. Fiume – Horvátország – Campionato del Mondo Maschile Versenyzők: Fodor Csaba, Kása Ádám, Kecskés Péter,Konecsni Tamás,  Csk: Kiss Mátyás
2016. 10.02-07 Casablanca – Marokkó – Campionati del Mondo Feminile (szervezés alatt)

### A gyepteke / Lawn Bowls

#### A hazai történet
2009. október 27-én megalakult Magyarországon a Magyar Gyepteke Szövetség. Jelenleg a sporthoz szükséges terület specialitása, a sportszerek beszerzése okozza a legfőbb gondot.

#### A játékról
A gyepteke Angliából származik.
A játék lényege hasonlóan a többi golyós sporthoz a pályán lévő kisgolyó (jack) közelítése a játékosok nagyobb, íves vonalú mozgást leíró golyóival.
Egy gyepteke (bowls) csapat lehet egyszemélyes, páros vagy négyfős. Minden csapat 4 golyóval játszik, ezek a golyók kb. 1,5 kg súlyúak.
A játékot a pálya mindkét irányába játsszák.
A mérkőzés elején eldöntik, ki kezdi a játékot. A kezdőjátékos határozza meg a golyók elgurításának helyét (helyezi el a sárga szőnyeget) és ő guríthatja el a jacket is, ezzel meghatározza a játéktér középpontját, ez max. 30 m lehet. (A kezdés joga át is adható.) Ezt követően a csapatok felváltva gurítanak. Érdekesség, hogy a jack elmozdítható a kezdési helyéről, így megváltoztatható a játéktér.
2 nyert szettig tart minden mérkőzés. A szettek előre meghatározott számú „end”-ekből állnak, melyeket értelemszerűen maximálisan 4:0-ra lehet nyerni mind a 8 golyó elgurítása után. Az endet az nyeri, akinek a golyója a legközelebb van a jack-hez, és annyi ponttal, amennyi golyója közelebb van, mint az ellenfél legjobb golyója. Ha az ellenfelek legközelebbi golyói egyforma távolságra vannak (pl. mindkettő hozzáér a jack-hez, vagy nem állapítható meg különbség), akkor az end eredménye 0:0 is lehet, ez az ún. “no score”. A második körben semmi esetre sem kezdhet az előző kezdő csapat. Az adott end nyertese viszont minden esetben kezdő. Abban az esetben, ha az első két szett nem hoz döntést azaz 1:1 az állás, a "Tie-break" következik, mely 2 nyert end-ig tart. Itt nem számít, mennyire nyer a játékos, minden esetben csak egy pont jár érte.
Ha a golyó érinti a jacket befújják egy speciális anyaggal bejelölésképp, mert ha lekerülne a pályáról, akkor is játékban maradnak ezek a golyók.
A játékosok alapesetben a harmadik elgurított golyó után mehetnek oda megnézni az állást. Kivétel természetesen van: ha nagyon fontos vagy éppen nehezen látható állás van a pályán, akkor a mérkőzésvezető engedélyével mindkét játékosnak oda kell mennie, s az állás megtekintése után egyszerre kell visszaballagniuk a sárga szőnyeghez.

### A paralimpiai golyósportok
Először 1984-ben játszották Paralimpián, New Yorkban.
A játékot a paralimpiai játékokon csak a cerebral palsy központi idegrendszer sérültségű sportolók játszhatják. A játékosok a bőrlabdát dobják, rúgják vagy egy segédeszközzel (csővel) gurítják a szintén bőrből készült fehér céllabda felé. A labdákat (kék, piros színűek) olyan közel amennyire csak lehet a fehér labda felé, kell eljuttatniuk.
Játéklehetőségek:
Egyéniben, párosban és csapatban versenyeznek, a játékot teremben, sima felszínen játsszák. A boccia az izom kontroll és a pontosság játéka, nagy fokú koncentrációt igényel. A versenysport mellett, vagy inkább megelőzően nagyon jó szabadidős, rekreációs és integrációs lehetőségeket rejt magában a játék.